# Feuzia Rușid
Feuzia Rușid (n. 10 ianuarie 1940, Isaccea, jud. Tulcea) este un fost deputat român în legislatura 1992-1996, ales în județul Constanța pe listele partidului Minorități, absolventă a facultății de filologie.